# Astragalus kadshorensis
Astragalus kadshorensis är en ärtväxtart som beskrevs av Aleksandr Andrejevitj Bunge. Astragalus kadshorensis ingår i släktet vedlar, och familjen ärtväxter. Inga underarter finns listade i Catalogue of Life.